# ديفيد ر. ليو
ديفيد ر. ليو (بالإنجليزية: David R. Liu)‏ هو كيميائي أمريكي، ولد في 12 يونيو 1973 في ريفرسايد في الولايات المتحدة.

## الجوائز
- جائزة الملك فيصل العالمية في الطب سنة 2022، وموضوعها «تقنيات تعديل الجينات».[9]